# TRIM5
TRIM5 (англ. Tripartite motif containing 5) – білок, який кодується однойменним геном, розташованим у людей на короткому плечі 11-ї хромосоми. Довжина поліпептидного ланцюга білка становить 493 амінокислот, а молекулярна маса — 56 338.
| 10         |  | 20         |  | 30         |  | 40         |  | 50         |
| ---------- |  | ---------- |  | ---------- |  | ---------- |  | ---------- |
| MASGILVNVK |  | EEVTCPICLE |  | LLTQPLSLDC |  | GHSFCQACLT |  | ANHKKSMLDK |
| GESSCPVCRI |  | SYQPENIRPN |  | RHVANIVEKL |  | REVKLSPEGQ |  | KVDHCARHGE |
| KLLLFCQEDG |  | KVICWLCERS |  | QEHRGHHTFL |  | TEEVAREYQV |  | KLQAALEMLR |
| QKQQEAEELE |  | ADIREEKASW |  | KTQIQYDKTN |  | VLADFEQLRD |  | ILDWEESNEL |
| QNLEKEEEDI |  | LKSLTNSETE |  | MVQQTQSLRE |  | LISDLEHRLQ |  | GSVMELLQGV |
| DGVIKRTENV |  | TLKKPETFPK |  | NQRRVFRAPD |  | LKGMLEVFRE |  | LTDVRRYWVD |
| VTVAPNNISC |  | AVISEDKRQV |  | SSPKPQIIYG |  | ARGTRYQTFV |  | NFNYCTGILG |
| SQSITSGKHY |  | WEVDVSKKTA |  | WILGVCAGFQ |  | PDAMCNIEKN |  | ENYQPKYGYW |
| VIGLEEGVKC |  | SAFQDSSFHT |  | PSVPFIVPLS |  | VIICPDRVGV |  | FLDYEACTVS |
| FFNITNHGFL |  | IYKFSHCSFS |  | QPVFPYLNPR |  | KCGVPMTLCS |  | PSS        |

A: Аланін

C: Цистеїн

D: Аспарагінова кислота

E: Глутамінова кислота

F: Фенілаланін

G: Гліцин

H: Гістидин

I: Ізолейцин

K: Лізин

L: Лейцин

M: Метіонін

N: Аспарагін

P: Пролін

Q: Глутамін

R: Аргінін

S: Серин

T: Треонін

V: Валін

W: Триптофан

Кодований геном білок за функціями належить до трансфераз, фосфопротеїнів. 
Задіяний у таких біологічних процесах, як імунітет, вроджений імунітет, взаємодія хазяїн-вірус, убіквітинування білків, автофагія, противірусний захист, ацетилювання, альтернативний сплайсинг. 
Білок має сайт для зв'язування з іонами металів, іоном цинку. 
Локалізований у цитоплазмі, ядрі.